# بهارآمد کردستانی
بهارآمد کردستانی، بهارآمد حلبی (نام علمی: Eminium heterophyllum) نام یک گونه از سرده بهارآمد است.